# 卡萨尔塞鲁戈
卡萨尔塞鲁戈（義大利語：Casalserugo），是意大利威尼托大区帕多瓦省的一个市镇。总面积15.52平方公里，人口5575人，人口密度359.2人/平方公里（2009年）。国家统计（ISTAT）代码为028028。